# Euphrasia marshallii
Euphrasia marshallii är en snyltrotsväxtart som beskrevs av Herbert William Pugsley. Euphrasia marshallii ingår i släktet ögontröster, och familjen snyltrotsväxter. Inga underarter finns listade i Catalogue of Life.